# Pyrenopeziza pastinacae
Pyrenopeziza pastinacae är en svampart som först beskrevs av John Axel Nannfeldt, och fick sitt nu gällande namn av Gremmen 1958. Enligt Catalogue of Life ingår Pyrenopeziza pastinacae i släktet Pyrenopeziza, ordningen disksvampar, klassen Leotiomycetes, divisionen sporsäcksvampar och riket svampar, men enligt Dyntaxa är tillhörigheten istället släktet Pyrenopeziza, familjen Dermateaceae, ordningen disksvampar, klassen Leotiomycetes, divisionen sporsäcksvampar och riket svampar. Arten är reproducerande i Sverige. Inga underarter finns listade i Catalogue of Life.